# Schlauersbach (Lichtenau)
Schlauersbach is een plaats in de Duitse gemeente Lichtenau (Mittelfranken), deelstaat Beieren.